# Fehérszárnyú szárcsa
A fehérszárnyú szárcsa (Fulica leucoptera) a madarak osztályának darualakúak (Gruiformes) rendjébe, a guvatfélék (Rallidae) családjába tartozó faj.

## Előfordulása
Argentína, Bolívia, Brazília, Chile, a Falkland-szigetek, Paraguay, a Déli-Georgia és Déli-Sandwich-szigetek és Uruguay tavainál fordul elő.